# M-učenje
M-učenje, ili engleski naziv m-learning, odnosno mobilno učenje, moglo bi se najbolje usporediti s e-učenjem, odnosno učenjem na daljinu. Razlikovna značajka je u tome što se za učenje, umjesto računala, koriste mobilni uređaji. Jedna od definicija koja najbolje opisuje takav način učenja je: Learning that happens across locations, or that takes advantage of learning opportunities offered by portable technologies. ( Učenje koje se odvija kroz lokacije, ili iskorištava mogućnosti učenja preko mobilnih uređaja.)

## Povijest
Već je 1970ih i 80ih, Alan Kay predložio računalo veličine knjige nazvano Dynabook. Nedugo nakon, sveučilišta u Europi i Aziji, 90ih su godina razvila mogućnost učenja preko mobitela za studente. U novom tisućljeću krenulo se i s razvitkom kompanija specjaliziranih baš za područje mobilnog učenja, koje su uključivale autorstvo i objavljivanje, dostavu i sustave za praćenje, te najvažnije razvoj samog materijala. Neke od tehnologija koje se trenutačno koriste u svrhu takvog učenja su: Personal Digital Assistant, SmartPhone, WAP,  J2ME, Personal audio player, 3GP.

## Razvitak
Mobilno učenje je započelo kao istraživački projekt, ali ubrzo se počelo koristiti u školi, na radnom mjestu, gradu, čak i ruralnim područjima, iako i dalje na nivou projekta. Kao i svaka druga tehnologija, učenje preko mobitela najviše je zainteresiralo učenike i studente, zbog čega se uvodi i kao pedagoško sredstvo radi olakšavanja samog učenja. Počeli su koristiti ručna računala u razredima i predavaonicama. Moblini uređaji im služe i za vrijeme odrađivanja prakse, ako im je potrebna neka informacija, ili imaju neki problem pri izvršavanju određenog zadatka. Uz to, učenje je sada omogućeno i u muzeju, galeriji ili pak vani, na izletu. Velika je prednost u audio-vizualnom prikazu gradiva što olakšava učenje.

## Eksperiment
Tako je primjerice 100 studenata sociologije dobilo priliku isprobati mobilno učenje preko HotLava softvera kako bi se što bolje pripremili za nadolazeće ispite. To je učinjeno na način da su im omogućili pristup prilošcima testa preko Smart Phone-a, PDA-a i drugih prikladnih uređaja. Nisu se svi odlučili za učenje na taj način. Njih četrdesetak je pristalo i imali su bolje rezultate na kraju semestra.  

## Problemi
Postoje i razni problemi pri rukavanju s mobitelom kao “spravom” za učenje. Prije svega, mobiteli su mali, s malom tipkovnicom, i malim ekranom što onemogućava da se osoba na duže vrijeme skoncentrira. Može služiti jedino za brzi pronalazak neke informacije, ali ne i za aktivno učenje. Isto tako, problem je u organizaciji tako velikog opusa gradiva, tko će se time baviti? Tko će dizajnirati primjerenu tehnologiju koja bi trebala omogućiti takvu vrstu učenja doživotno? 

## Zaključak
Još ima mnogo nerazjašnjenih pitanja vezanih uz učenje preko mobitela, a isto toliko i skeptika. Nije ni sigurno koliko je ljudi spremno uložiti u razvitak takve tehnologije, ni shvaćaju li to dovoljno ozbiljno. Nema mnogo aktivnih korisnika, te više služi kao dodatak tradicionalnom načinu učenja. Da bi se takav način učenja mogao početi ozbiljno koristiti još uvijek treba proći niz testiranja, te se dalje razvijati. 

## Vanjske poveznice
- McConnetha. D. [neaktivna poveznica]. 27.4.2008.